# Schottergarten

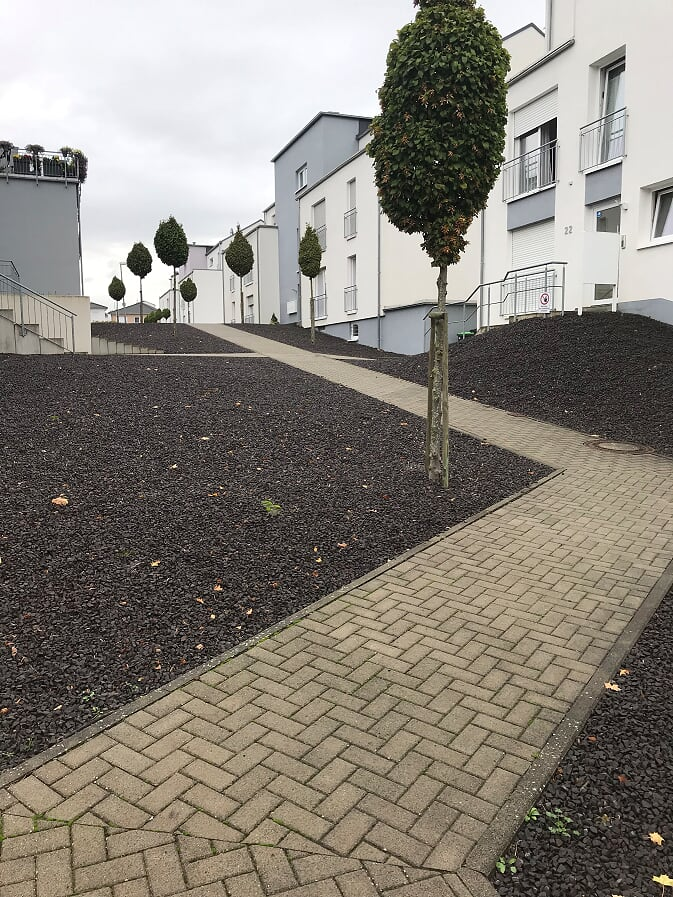
Zugeschotterte Wohnanlage

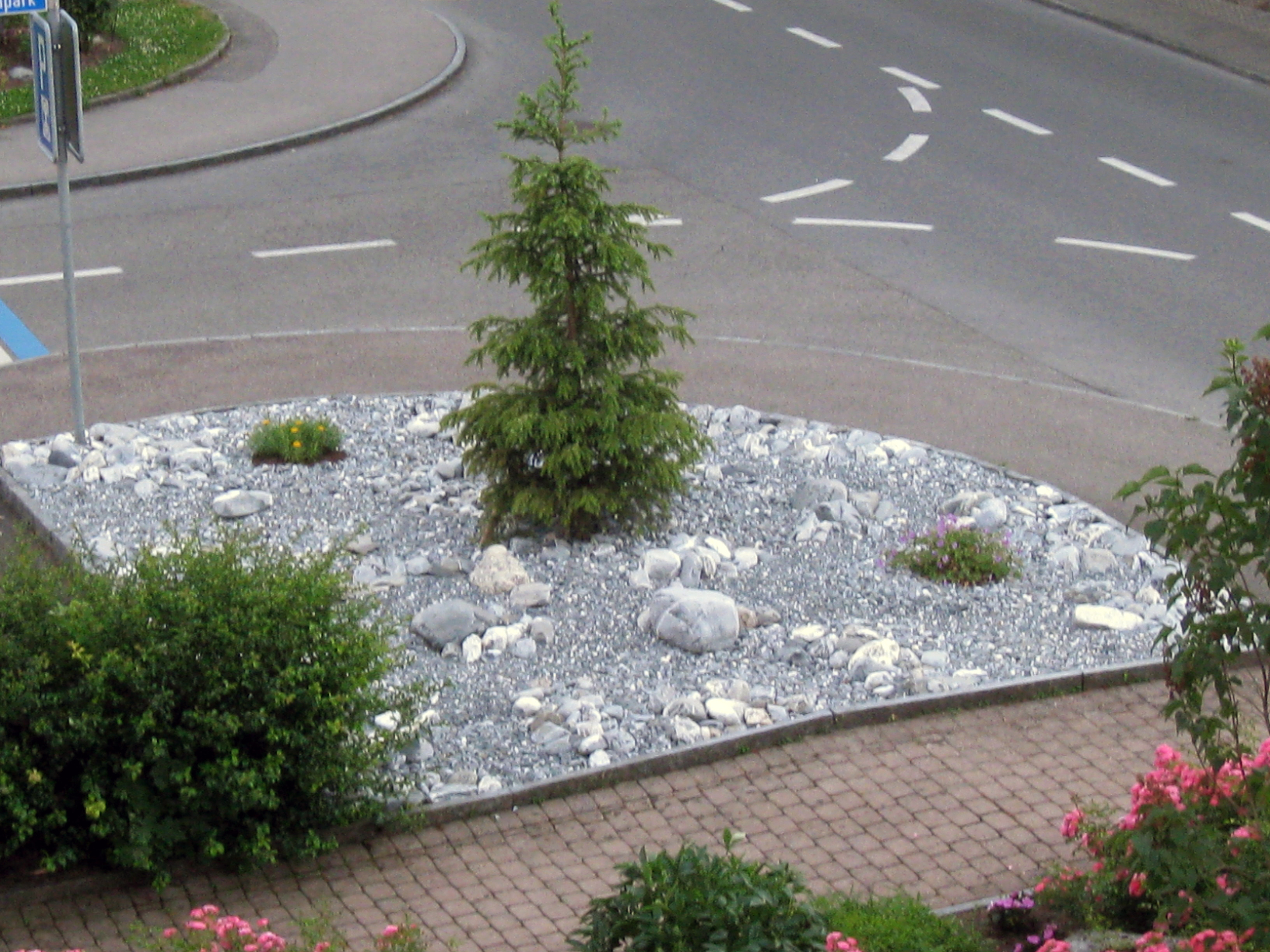
Schottergarten im Verkehrsraum

Ein Schottergarten ist eine großflächig mit Steinen bedeckte Gartenfläche, in welcher die Steine das hauptsächliche Gestaltungsmittel sind. Pflanzen kommen nicht oder nur in geringer Zahl vor, wenn, dann oft durch strengen Formschnitt künstlich gestaltet. Als Steinmaterial kommen häufig gebrochene Steine mit scharfen Kanten und ohne Rundungen zum Einsatz (Schotter); für den gleichen Stil können aber auch Geröll, Kies oder Splitt verwendet werden. Der Begriff dient der Abgrenzung von klassischen Stein- und Kiesgärten, bei denen die Vegetation im Vordergrund steht, und wurde in diesem Sinne durch Studien, Medien und Initiativen geprägt.
Schottergärten wirken sich ungünstig auf die Umwelt aus, da sie meist wasserundurchlässig sind, wobei das Gewicht der Steine zusätzlich zur Verdichtung des Bodens beiträgt. Schottergärten wirken sich zudem negativ auf das Mikroklima in ihrer Umgebung aus, da sie Hitze speichern und abgeben. Zudem tragen sie zur Anreicherung von Staub und Stickstoffdioxid bei und haben keinen ökologischen Wert.
In Deutschland untersagen die Bauordnungen der Bundesländer daher die Neuanlage von Schottergärten aus Umweltschutzgründen. Explizite Verbote gehen in der Regel mit „Begrünungssatzungen“ einher, die ein Mindestmaß an Begrünung vorschreiben. An manchen Orten, wie beispielsweise in Leipzig, drohen sogar Bußgelder.

## Abgrenzung
Hauptziel für die Anlage von Schottergärten ist eine als ordentlich wahrgenommene Gartenfläche, bei gleichzeitiger Erwartung eines geringen Pflegeaufwands. Sie sind damit zu unterscheiden von:
- klassischen Kies- und Steingärten: Steine als Substrat für alpine oder trockenheitsaffine Vegetation, sowie zur Bodenabmagerung
- Trockengärten (xeriscaping): an trockene Klimate angepasste Gartengestaltung mit dem Ziel, künstliche Bewässerung zu vermeiden
- japanischen Kare-san-sui-Gärten („Zen-Gärten“) mit ausgedehnten, zu wellenförmigen Mustern geharkten Kiesflächen, bei denen das Bearbeiten und Betrachten der Meditation dient
- mit Steinen oder Ziegelbruch verfüllte Broderien

Bei diesen Gartentypen spielen, im Gegensatz zum Schottergarten, Pflanzen oder kulturelle Hintergründe eine zentrale Rolle; Erstellung und Pflege sind mit z. T. erheblichem Aufwand verbunden. Da Pflanzenwuchs bei Schottergärten nur eine untergeordnete bis keine Rolle spielt, ist strittig, ob die so gestalteten Flächen überhaupt als Gärten einzustufen sind.

## Verwendung

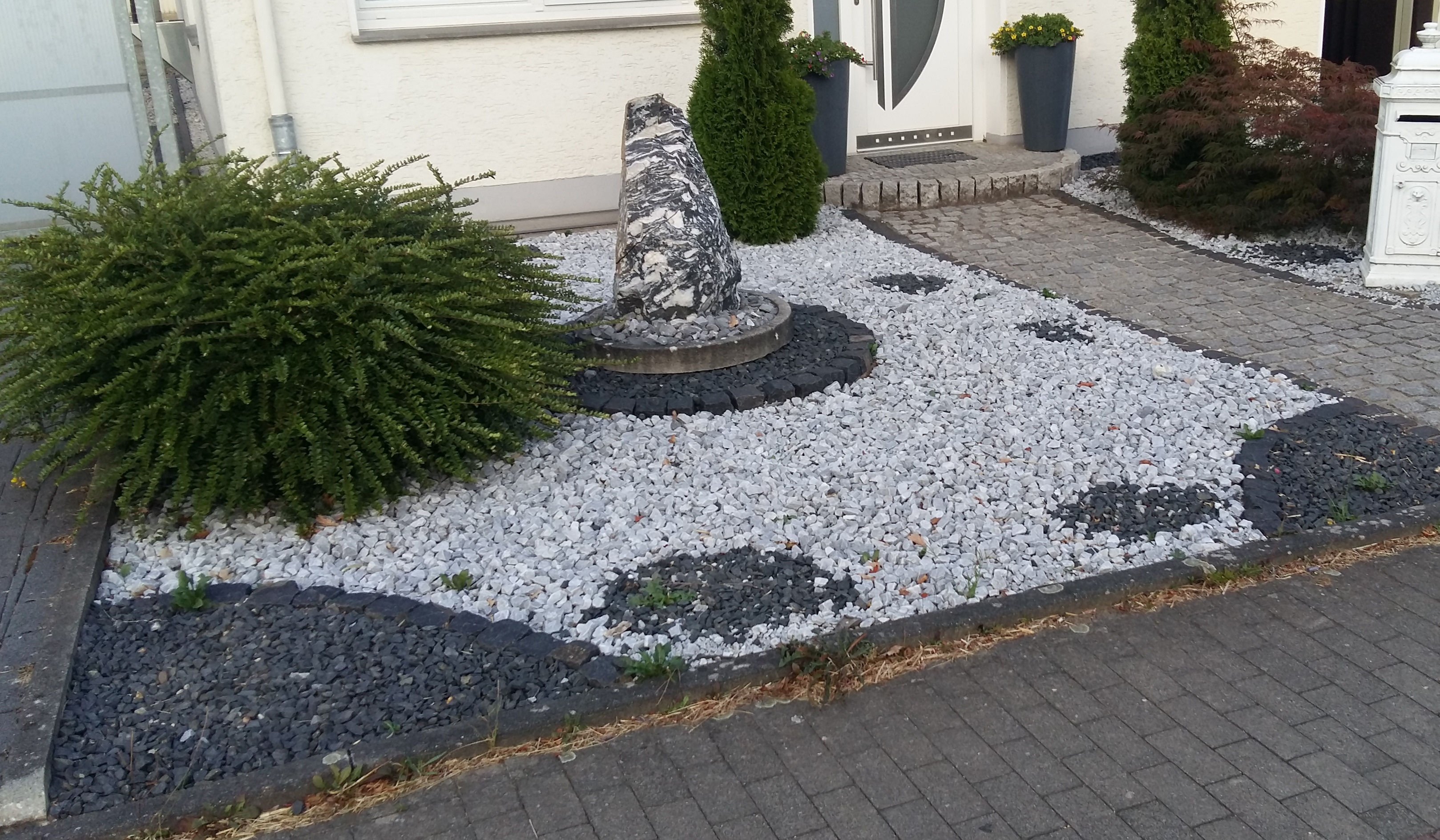
Schottergarten mit verschiedenfarbigem Schotter und Findling

Schottergärten werden vorwiegend in öffentlich einsehbaren Vorgärten angelegt, aber auch auf zuvor begrünten Flächen im Verkehrsraum, vor Firmen und öffentlichen Gebäuden. In diesen Bereichen stehen ein ordentliches und repräsentatives Erscheinungsbild im Vordergrund; Erholung, Naturerlebnisse oder Naturschutz sind nachrangig. Befragungen legten außerdem nahe, dass ein erheblicher Teil der Eigentümer diese Flächen nicht selbst als ästhetisch ansprechend empfindet, sondern damit fremden Erwartungen entsprechen und keine Angriffsfläche für den Vorwurf eines ungepflegten Gartens bieten will.
Im Zuge eines Rückbaus ihrer Schottergärten befragte Hauseigentümer gaben neben ästhetischen Gründen Fehlberatung und Unwissen hinsichtlich der Nachteile von Schottergärten an.

## Gestaltung

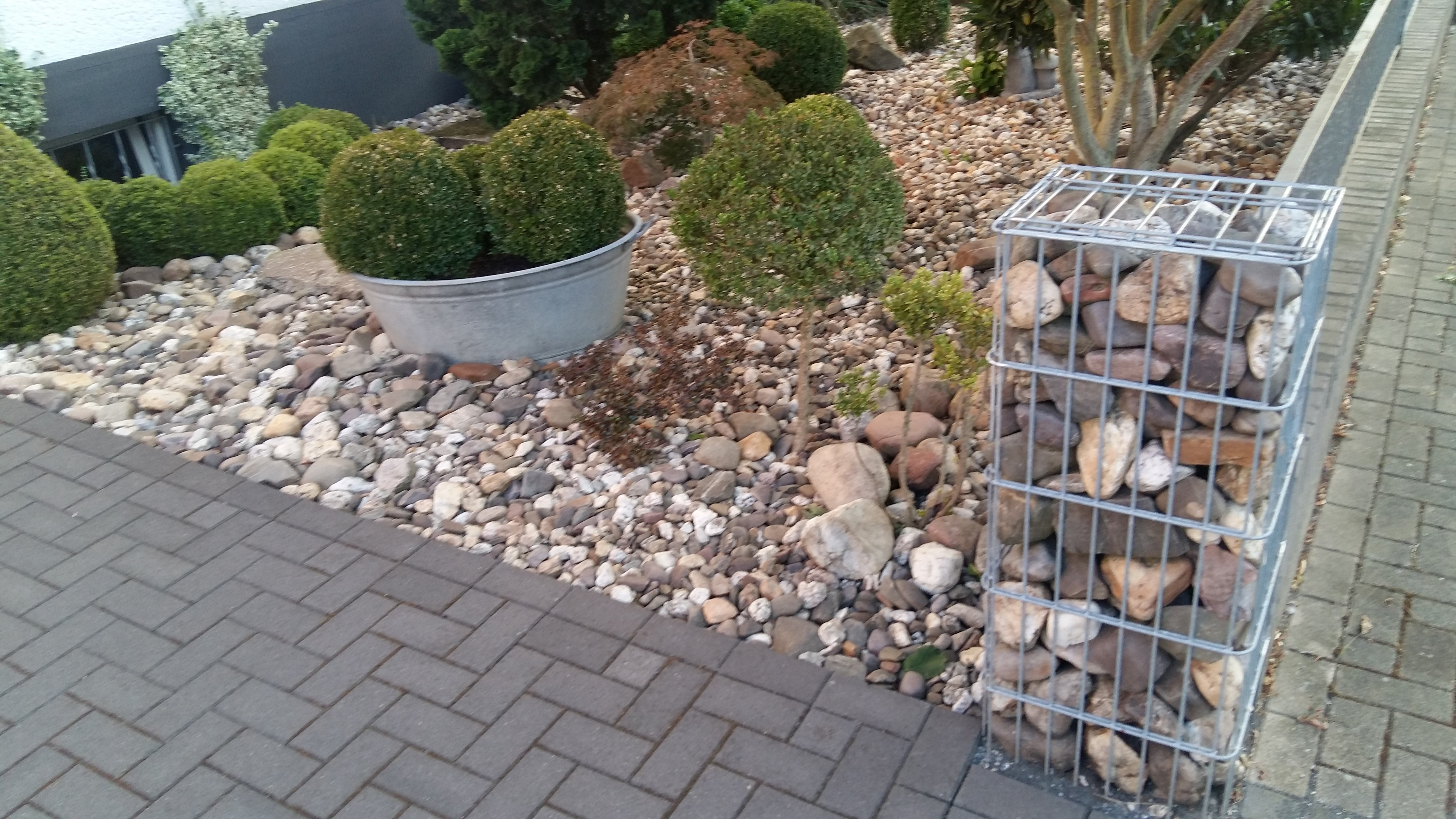
Gabione und Formgehölze, Variante mit Kies

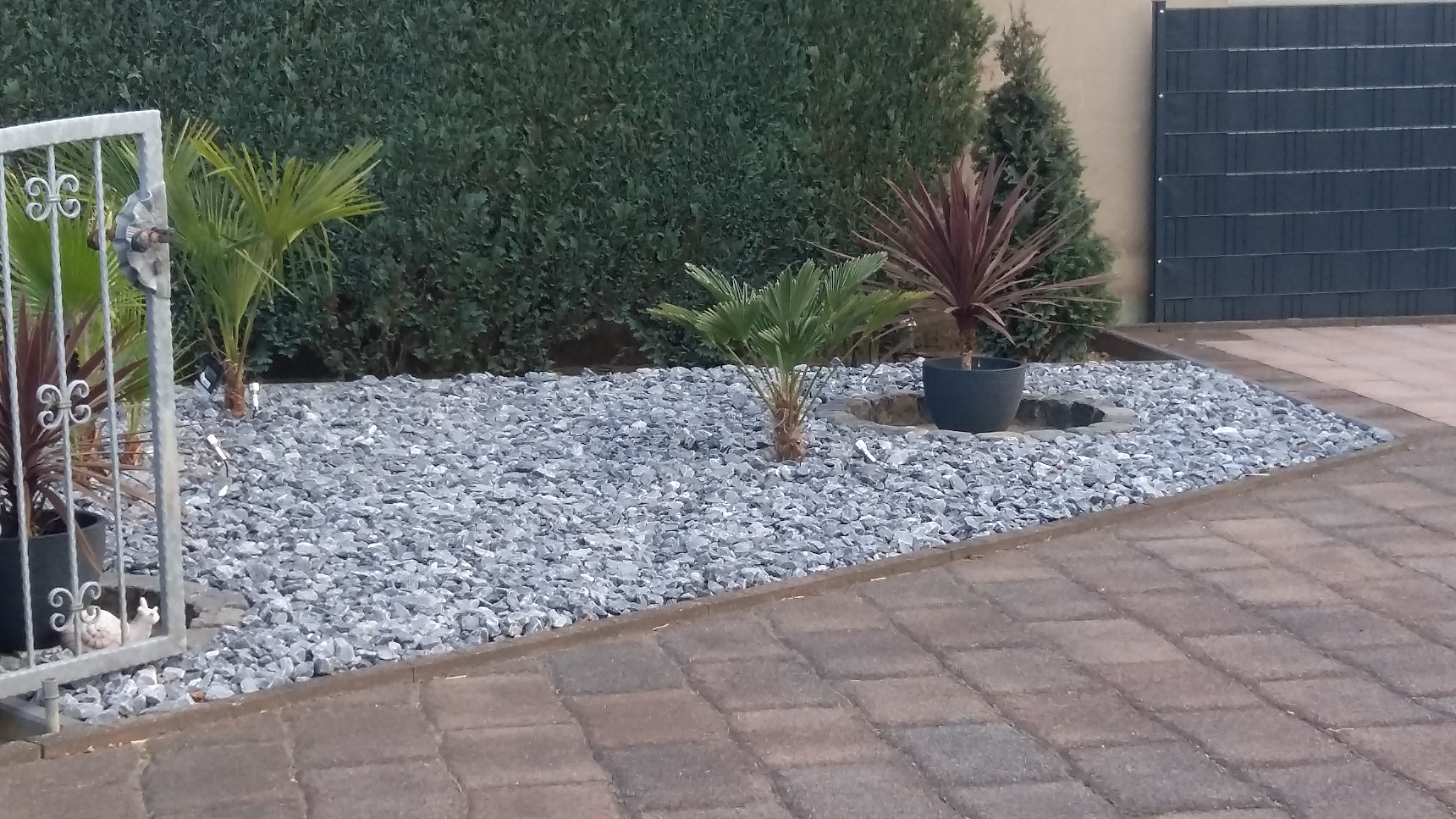
Schottergarten mit einzelnen Palmen und Pflanzkübel, vor Koniferenhecke und Metallgitterzaun mit eingeflochtenen Kunststoffstreifen

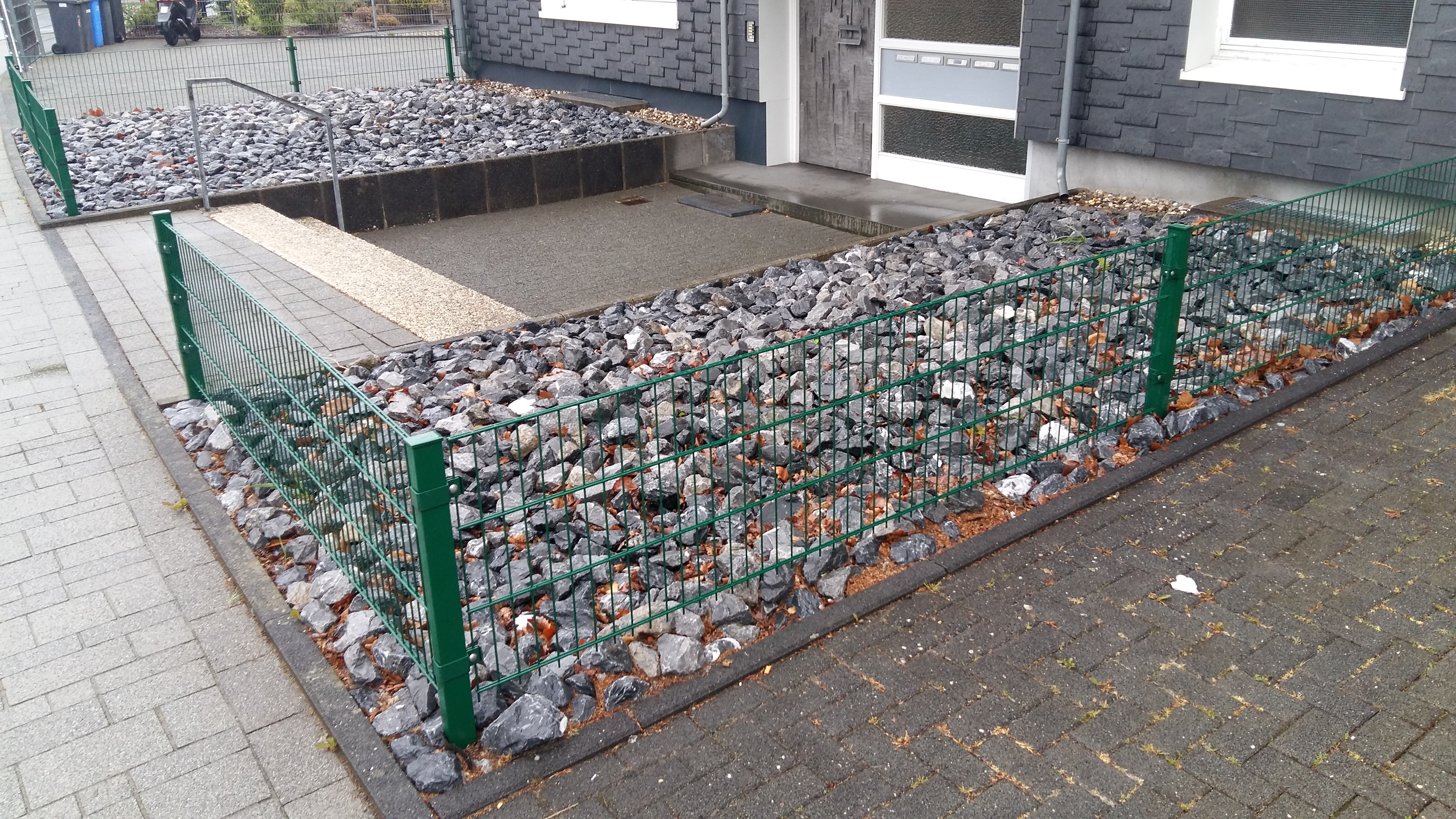
Vorgartenfläche mit groben Bruchsteinen und Stabmattenzaun

Damit Schottergärten nicht schnell mit unerwünschten Pflanzen zuwachsen, wird über dem Boden ein Vlies verlegt, das Pflanzenaufwuchs verhindert; in einigen Fällen werden auch Kunststofffolien oder Beton verwendet. Je nach Anlageform wird dazu der Boden bis zu einem halben Meter Tiefe abgetragen und durch ein entsprechendes Volumen an Gestein ersetzt.
Oft werden Gesteine verschiedener Farben und Formen kombiniert. Große Steine, Findlinge und künstliche Steinsäulen werden dabei mitunter durch Elemente, wie Metallkugeln und Lampen oder Statuen bzw. an Kunstwerke angelehnte Skulpturen ergänzt. Einige Dekorationsvarianten, wie Buddha-Figuren oder Yin- und Yang-Symbole, sollen dabei auf asiatische Kiesgärten anspielen. Anstelle von Mauern oder Hecken werden häufig Gabionen, mit Steinen gefüllte Gitterkörbe, verwendet.
In einfachen Fällen werden auch nur glatte Flächen mit gleichartigem Gestein belegt, wobei mitunter Findlinge, Pflanzkübel und andere Gegenstände genutzt werden, um ein Befahren oder Parken auf den Flächen zu verhindern.

### Bepflanzung

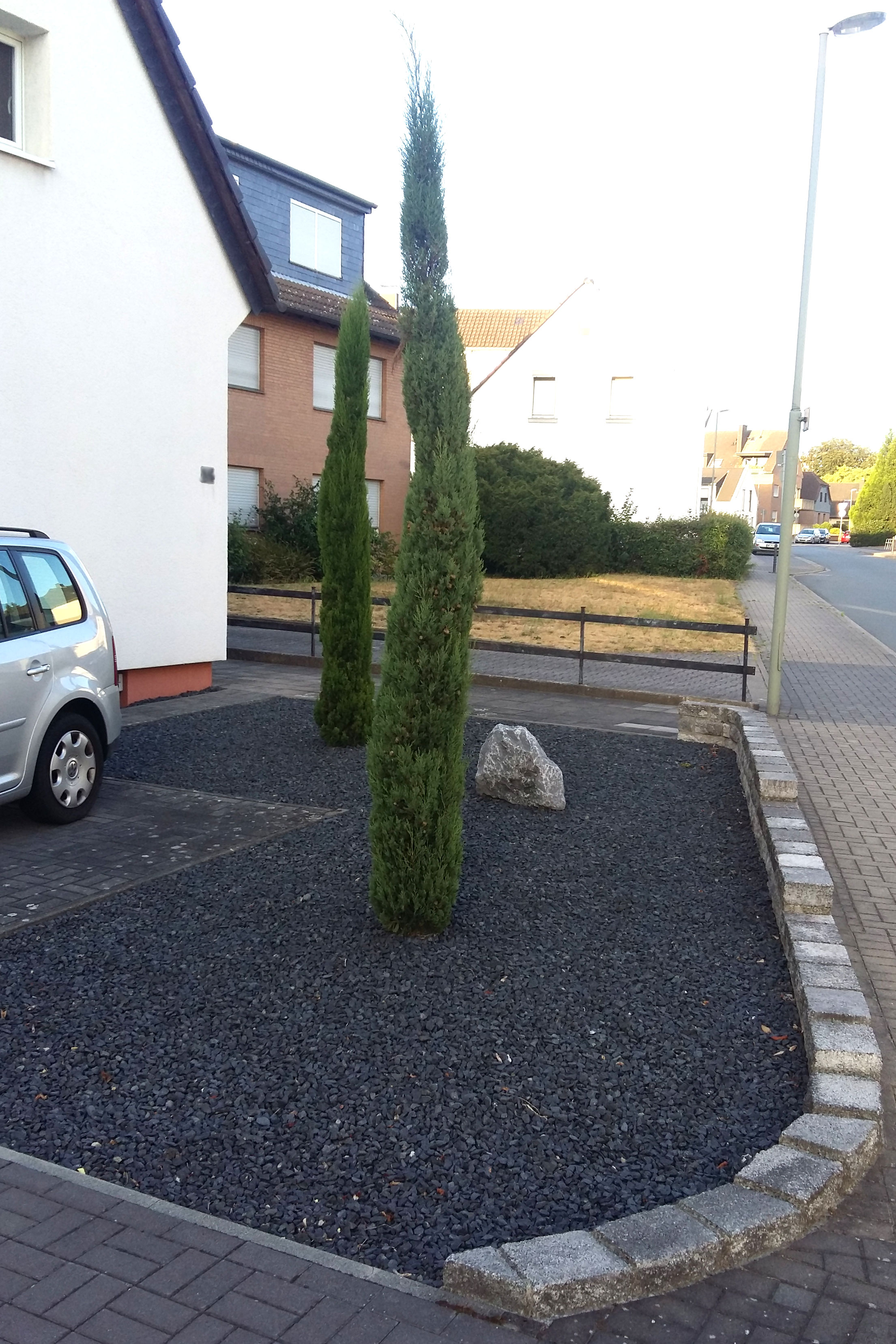
Schottergarten mit schlanken Koniferen

Durch die meist spärliche Bepflanzung soll in der Regel ein Akzent gesetzt oder eine optische Wirkung erzielt werden. Die Pflanzen werden dabei entweder in Einschnittlöcher in das Vlies oder die Folie gesetzt oder befinden sich in Pflanzkübeln. Verwendet werden insbesondere für Formschnitt geeignete Sträucher, wie Buchsbäume oder Koniferen. Typisch sind zudem immergrüne, blütenlose Pflanzen, die für die heimische Fauna, insbesondere für Vögel oder Insekten, weitgehend wertlos sind.

## Ursprünge
Als Inspirationen für die im 21. Jahrhundert aufgekommenen Schottergärten sehen Gartenbauer architektonische Gestaltungen in repräsentativen Großanlagen, die Architektur und bauliche Kunstwerke hervorheben sollten. Im Jahr 2006 setzte der Künstler Wolfgang Göddertz durch, dass auf einem Kreisverkehr in Wesseling, auf dem sich sein Kunstwerk „Rheinwellen“ befindet, die Bepflanzung mit Stiefmütterchen durch Kies ersetzt wurde, was den Unmut von Anwohnern hervorrief. Er empfand die Gestaltung wie einen kleinstädtischen Vorgarten als „kitschig“.
Die Gartengestaltung mit strengen, geraden Linien und absoluter Unterordnung des Bewuchses wird gern mit einer retromodernen Architektur kombiniert, die in der Werbung von Architekten oft als Bauhausstil vermarktet wird. Dieser Architekturstil hat nach dem Jahr 2000 eine deutliche Renaissance erfahren. Tatsächlich weisen jedoch Wohnsiedlungen der Klassischen Moderne oft gerade ein hohes Maß an Begrünung auf, z. B. mit Gärten, die möglichst viel Selbstversorgung ermöglichen sollten (z. B. in der Celler Siedlung Blumläger Feld von Otto Haesler und in Frankfurter Siedlungen von Ernst May), Gestaltung von Gartenflächen mit losem Gestein war nicht typisch.
Die heutigen Schottergärten wurden allerdings geradezu erahnt in einer filmischen Persiflage der Klassischen Moderne: Architektur mit einem charakteristischen Schottergarten ist die Villa Arpel im Film Mein Onkel des französischen Regisseurs Jacques Tati von 1958. Eine Miniatur der Filmkulisse ist als Museumsstück erhalten.

## Pflegeaufwand

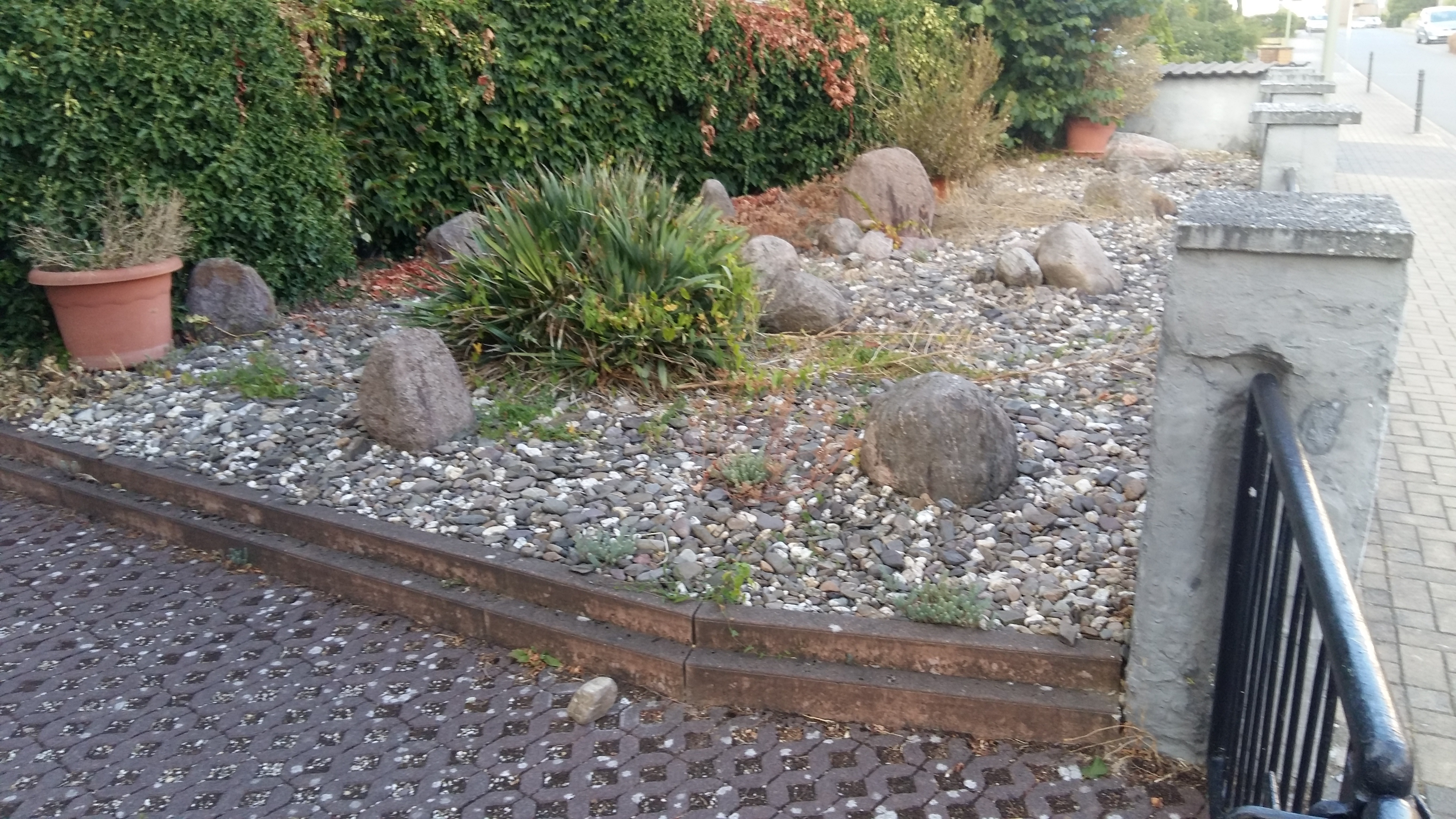
Wilder Pflanzenwuchs auf Steinfläche

In Schottergärten soll durch Wegnahme des Bodens Pflanzenwuchs von vorneherein verhindert werden. Allerdings bilden sich aus Staub, Laub und sonstigem organischem Material nach einigen Jahren keimtaugliche Untergründe oberhalb des Bodenvlieses, und Pflanzensamen werden eingeweht. Eine regelmäßige Reinigung der Flächen, beispielsweise mit Laubbläsern, ist nötig, um dem entgegenzuwirken. Die Entfernung der Unkräuter zwischen den Steinbrocken ist deutlich erschwert, so dass ihre Bekämpfung alternativ durch Abflämmen oder, illegal, durch Herbizide erfolgt. Vor allem in feuchten, schattigen Lagen und bei hellen Gesteinen bildet sich eine Patina aus Schmutz und Algen, die durch aggressive chemische oder mechanische Mittel, wie Hochdruckreiniger, entfernt werden muss. Die verwendeten Pflanzen sind nicht immer an das harte, wüstenartige Kleinklima auf den Steinflächen angepasst und müssen mit zusätzlichem Pflegeaufwand erhalten werden. Der für Formschnitte häufig verwendete Buchs ist durch eingeschleppte Schädlinge und Krankheiten extrem pflegeaufwändig geworden.
Gartenratgeber empfehlen teilweise, die Schotterflächen nach rund 10 Jahren zu ersetzen, teils auch schon nach drei Jahren.

## Kritik
Das gehäufte Auftreten solcher Schottergärten bewirkte starke Kritik von privaten Initiativen und Naturschutzverbänden sowie kritische Medienberichte. Im Mittelpunkt standen dabei die als trist und hässlich empfundenen Gestaltungen, die sich meist in deutlich sichtbaren Bereichen befinden, die weitgehende ökologische Wertlosigkeit und der Einfluss auf das örtliche Mikroklima. Die Steinflächen heizen sich unter Sonneneinstrahlung stark auf und speichern die Wärme bis in die Abendstunden. Durch den Wegfall der Verdunstung von Pflanzen sinkt die Luftfeuchtigkeit, und die kühlende Wirkung fällt weg. Vor allem bei gehäuftem Vorkommen solcher Flächen in bebauten Gebieten wird von einer verstärkten Sommerhitze und Trockenheit in der Umgebung ausgegangen.
Die Initiative „Rettet den Vorgarten“ des Bundesverbands Garten-, Landschafts- und Sportplatzbau wirbt seit Anfang 2017 für begrünte Vorgärten statt Schottergärten und hat zu diesem Zweck einen Journalistenwettbewerb ausgeschrieben. Die Aktion „Entsteint euch!“ der Stiftung Gartenkultur aus Illertissen animiert Gartenbesitzer zur symbolischen Abgabe von Steinen und einer Selbstverpflichtung zur Rückwandlung in Grünflächen, wozu auch Material ausgegeben wird. Seit 2017 stellt die Initiative Gärten des Grauens des Berliner Aktivisten und Biologen Ulf Soltau vornehmlich Schottergärten mit Fotos satirisch an den Website-Pranger (auch auf der gleichnamigen Instagram- und Facebook-Seite).
In den Vereinigten Staaten geht die Debatte weiter und stuft auch reine Rasenflächen als ökologisch bedenklich ein, da auch sie weniger zu Biodiversität und Klimafolgenanpassung beitragen als möglich wäre. Besonderer Fokus liegt dabei auf Vorgärten.

## Staatliche Regelungen
Wegen ihrer Umwelteinflüsse sind Schottergärten Gegenstand von Reglementierungsbestrebungen. Zumeist sollen sie mit Hilfe bestehender oder neuer Gesetze eingedämmt werden. Dabei besteht ein Konflikt mit dem privaten Eigentum und der freien Verfügung darüber.

### Deutschland

#### Örtliche Bebauungspläne
Für Neubaugebiete werden örtliche Bebauungspläne festgelegt, wie Baugrundstücke zu gestalten sind. Die zunehmende Debatte über Schottergärten führte dazu, dass Städte deren Anlage verboten und eine Begrünung oder gärtnerische Gestaltung forderten. Solche Regelungen wurden unter anderem in Heilbronn, Xanten und Halle im Kreis Gütersloh umgesetzt. Bestehende Bebauung ist hiervon nicht betroffen. Auch Herford und Paderborn haben begonnen, Schottergärten in Neubaugebieten mit Hilfe des Bebauungsplans zu verbieten. In Dortmund hat ein entsprechender Vorschlag für politische Konflikte gesorgt.
Historische Pläne und Gestaltungen können gegebenenfalls auch über den Denkmalschutz durchgesetzt werden. So durften in einer denkmalgeschützten Gartenstadt-Siedlung laut Verwaltungsgericht Düsseldorf zwei ältere Bewohner den Vorgarten nicht flächenhaft mit Kies bedecken um sich die Pflege zu erleichtern.

#### Landesbauordnungen
In den Landesbauordnungen der meisten deutschen Bundesländer werden für unbebaute oder nicht anderweitig zulässig genutzte Flächen eine wasserdurchlässige Gestaltung und Begrünung oder gärtnerische Gestaltung gefordert. Auf Folie oder Beton angelegte Schottergärten sind hingegen nicht, wie gefordert, wasserdurchlässig.
Im April 2019 antwortete die Landesregierung von Niedersachsen auf eine Anfrage der Grünen-Fraktion des Landtags, dass ein vor dem Finanzamt der Stadt Hameln angelegter Schottergarten gegen die Landesbauordnung verstoße. Daraufhin wurde der Rückbau und die Umwandlung in eine Grünfläche angekündigt.
In Baden-Württemberg wurden im Juli 2020, durch eine Ergänzung des Landesnaturschutzgesetzes, geschotterte Gartenflächen ausdrücklich unzulässig, wobei sich das Gesetz auf die zuvor schon bestehende Landesbauordnung bezieht. Das Umweltministerium bezeichnete, mit Bezug auf die Landesbauordnung, auch ältere Schottergärten als illegal. Der Landesnaturschutzverband Baden-Württemberg hatte Schottergärten deshalb schon im Oktober 2018 als illegal bezeichnet. Das Wirtschaftsministerium Baden-Württemberg widersprach einer pauschalen Rechtswidrigkeit auf Grund der Landesbauordnung, vor der Änderung des Naturschutzgesetzes, und damit auch einer Rückbaupflicht für vorher gebaute Anlagen; es könne in Einzelfällen auch zulässige Nutzungen mit Steinflächen geben.
In Hessen wurden im Mai 2023 durch den Landtag in Wiesbaden eine Gesetzesnovelle beschlossen, um zukünftig Schottergärten zu verbieten. Das Verbot ist Bestandteil der Novelle des hessischen Naturschutzgesetzes. «Schotter ist kein Lebensraum, weder für Pflanzen noch für Tiere», erklärte Umweltministerin Priska Hinz (Grüne).

##### Rechtslage vor expliziten Verboten
Bei allgemeinen Begrünungsgeboten, sowie bei vor expliziten Verboten angelegten Schottergärten, wurde die rechtliche Lage oft als unklar empfunden. In mehreren Gerichtsurteilen wurde jedoch eine Rechtswidrigkeit bejaht.
Das Verwaltungsgericht Hannover befand die Anordnung zur Beseitigung von Steinbeeten für rechtmäßig; ein Antrag auf Berufung wurde vom Oberverwaltungsgericht Lüneburg abgelehnt. Es wurde festgestellt, dass eine Kiesfläche mit eingesetzten Pflanzen keinen begrünten Charakter im Sinne der bestehenden, niedersächsischen NBauO, §9 Abs. 2 (Fassung von 2012), wie auch entsprechenden, älteren Versionen, aufwies. Die Ansicht, ein geschotterter Vorgarten sei mit begrünten Flächen im hinteren Garten zu verrechnen, wurde verneint; vielmehr gelte das Begrünungsgebot für alle nicht überbauten Flächen. Bauliche Elemente dürfen demnach auf allen unbebauten Flächen nur eine untergeordnete, dienende Rolle spielen. Das OVG Lüneburg befand die Entscheidung der Vorinstanz in der Prüfung für rechtens und ließ deshalb die Berufung nicht zu.
Das Verwaltungsgericht Minden (NRW) befand im Juli 2023 eine Rückbauanordnung mit Gebührenbescheid für rechtmäßig und stellte Schottergärten und Kunstrasen als nicht gesetzeskonform dar. Dies bezog sich noch auf die Zeit vor Anpassung der Landesbauordnung NRW Anfang 2024, mit explizitem Ausschluss von Schotter und Kunstrasen.

#### Bebaute Fläche im Sinne der Baunutzungsverordnung
Kommunen geben als Maß der baulichen Nutzung maximale Anteile an bebauten Flächen, die sogenannte Grundflächenzahl vor. Für die Grundflächenzahl können Schotterflächen als bebaut gezählt werden. Nach einem Urteil des Verwaltungsgerichts Hannover vom 26. November 2019 gelten ausgedehnte Kies- oder Schotterflächen als bauliche Nebenanlagen im Sinne von §19 Abs. 2 und Abs. 4 Baunutzungsverordnung, weil sie den Boden überdecken. Dies gilt auch für versickerungsfähige Gestaltung. Eine nur teilweise Anrechnung der Versiegelung, wie bei Regenwassergebühren, ist nicht vorgesehen. Aufgrund der Überschreitung der zulässigen bebauten Fläche durfte die Stadt Wunstorf den Rückbau verlangen.

#### Versiegelte Fläche bei der Regenwassergebühr
Für abfließendes Regenwasser werden nach dem Versiegelungsgrad der angeschlossenen Flächen Gebühren berechnet. Die Regelungen werden dabei von Ort zu Ort unterschiedlich bestimmt. In den meisten Kommunen gelten befestigte Schotter- und Kiesflächen als teilversiegelt und werden daher, im Gegensatz zu Grünflächen, mit Gebühren belastet, wenn ein Wasserablauf in die Kanalisation stattfinden kann. Wird anstatt eines wasserdurchlässigen Bodenvlieses für Schottergärten undurchlässige Folie, Beton oder Asphalt verwendet, so liegt Vollversiegelung vor.

### Schweiz
In der Schweiz regeln Kantone und Gemeinden die Bauvorschriften. Die erste Gemeinde, welche «Steingärten ohne ökologischen Nutzen» verbot, war im Jahr 2019 Langendorf im Kanton Solothurn. Ebendieser Kanton Solothurn wurde 2024 auch der Erste, welcher per Beschluss des Parlaments auf kantonaler Ebene mit Vlies versiegelte Schotterflächen nicht mehr als Grünzonen zählte.
Im Pionierdorf Langendorf habe es dank guter Information zu den Vorteilen naturnaher, pflegeleichter Gärten in den dem Verbot folgenden Jahren keinen einzigen Problemfall gegeben, so die Auskunft des Vorstehers der Baukommission.